# Ольха повислая
Ольха повислая (лат. Alnus pendula) — вид цветковых растений рода Ольха (Alnus) семейства Берёзовые (Betulaceae).
В природе ареал вида охватывает Японию (острова Хоккайдо и Хонсю) и Корейский полуостров.
Интродуцирована в США в 1862 году. В России не культивировалась.

## Ботаническое описание
Дерево высотой до 8 м или кустарник. Крона плакучая. Молодые побеги опушённые, скоро оголяющиеся, тёмно-красно-коричневые.
Почки сидячие. Листья продолговато-ланцетные, длиной 5—12 см, заострённые, неравно- и острозубчатые, снизу опушённые по жилкам, позже голые.
Шишки длиной 8—15 мм, по 2—5, в тонкостебельчатых висячих кистях длиной 3—6 см.

## Таксономия
Вид Ольха повислая входит в род Ольха (Alnus) подсемейства Берёзовые (Betuloideae) семейства Берёзовые (Betulaceae) порядка Букоцветные (Fagales).
|  |                                      |  |                                                             |                                                             |                     |  | ещё 7 семейств (согласно Системе APG II) | ещё 7 семейств (согласно Системе APG II)                   |                                                            |  |  |  | ещё 1—2 рода       | ещё 1—2 рода       |  |  |
|  |                                      |  |                                                             |                                                             |                     |  | ещё 7 семейств (согласно Системе APG II) | ещё 7 семейств (согласно Системе APG II)                   |                                                            |  |  |  | ещё 1—2 рода       | ещё 1—2 рода       |  |  |
|  |                                      |  |                                                             | порядок Букоцветные                                         |                     |  |                                          |                                                            | подсемейство Берёзовые                                     |  |  |  |                    | вид Ольха повислая |  |  |
|  |                                      |  |                                                             | порядок Букоцветные                                         |                     |  |                                          |                                                            | подсемейство Берёзовые                                     |  |  |  |                    | вид Ольха повислая |  |  |
|  | отдел Цветковые, или Покрытосеменные |  |                                                             |                                                             | семейство Берёзовые |  |                                          |                                                            | род Ольха                                                  |  |  |  |                    |                    |  |  |
|  | отдел Цветковые, или Покрытосеменные |  |                                                             |                                                             |                     |  |                                          |                                                            |                                                            |  |  |  |                    |                    |  |  |
|  |                                      |  | ещё 44 порядка цветковых растений (согласно Системе APG II) | ещё 44 порядка цветковых растений (согласно Системе APG II) |                     |  |                                          | ещё одно подсемейство, Лещиновые (согласно Системе APG II) | ещё одно подсемейство, Лещиновые (согласно Системе APG II) |  |  |  | ещё около 45 видов |                    |  |  |
|  |                                      |  |                                                             | ещё 44 порядка цветковых растений (согласно Системе APG II) |                     |  |                                          |                                                            | ещё одно подсемейство, Лещиновые (согласно Системе APG II) |  |  |  |                    |                    |  |  |